# Divize C 2004/2005
V soubojích 39. ročníku České divize C 2004/05 se utkalo 16 týmů dvoukolovým systémem podzim - jaro. Tento ročník začal v srpnu 2004 a skončil v červnu 2005.

## Nové týmy v sezoně 2004/2005
Z ČFL 2003/2004 sestoupilo mužstvo AFK Chrudim. Z krajských přeborů postoupila vítězná mužstva ročníku 2003/04: TJ Dvůr Králové nad Labem z Královéhradeckého přeboru, FC Skuteč z Pardubického přeboru a AFK Kácov z Středočeského přeboru. Z divize B sem byla přeřazena mužstva SK Union Čelákovice a SK Uhelné sklady Praha, opačně putovalo mužstvo FK Lokomotiva Praha. Mužstvo SK Viktoria Sibřina se do divize nepřihlásilo.

## Kluby podle přeborů
- Královéhradecký (2): SK Týniště nad Orlicí, TJ Dvůr Králové nad Labem.
- Pardubický (6): FK AS Pardubice „B“, FK Agria Choceň, TJ Jiskra Ústí nad Orlicí, FC Loko Pardubice, FC Skuteč, AFK Chrudim.
- Liberecký (2): PFC Český Dub, FK Jablonec 97 „B“.
- Středočeský (5): SK Český Brod, FC Velim, FK Dobrovice,SK Union Čelákovice, AFK Kácov.
- Praha (1): SK Uhelné sklady Praha.

## Výsledná tabulka
| Poř. | Tým                           | Z  | V  | R  | P  | VG | OG | B  |
| ---- | ----------------------------- | -- | -- | -- | -- | -- | -- | -- |
| 1.   | FK Jablonec 97 „B“            | 30 | 22 | 5  | 3  | 66 | 18 | 71 |
| 2.   | TJ Dvůr Králové nad Labem (N) | 30 | 18 | 1  | 11 | 49 | 40 | 55 |
| 3.   | FK Dobrovice                  | 30 | 15 | 5  | 10 | 54 | 46 | 50 |
| 4.   | SK Union Čelákovice           | 30 | 15 | 5  | 10 | 47 | 42 | 50 |
| 5.   | FC Velim                      | 30 | 14 | 4  | 12 | 66 | 44 | 46 |
| 6.   | TJ Jiskra Ústí nad Orlicí     | 30 | 14 | 4  | 12 | 41 | 38 | 46 |
| 7.   | AFK Chrudim (S)               | 30 | 12 | 7  | 11 | 39 | 30 | 43 |
| 8.   | AFK Kácov (N)                 | 30 | 12 | 6  | 12 | 48 | 50 | 42 |
| 9.   | FC Loko Pardubice             | 30 | 12 | 5  | 13 | 46 | 51 | 41 |
| 10.  | SK Týniště nad Orlicí         | 30 | 13 | 1  | 16 | 54 | 55 | 40 |
| 11.  | FK Agria Choceň               | 30 | 10 | 10 | 10 | 39 | 42 | 40 |
| 12.  | FK AS Pardubice „B“           | 30 | 11 | 6  | 13 | 42 | 41 | 39 |
| 13.  | SK Český Brod                 | 30 | 10 | 8  | 12 | 41 | 49 | 38 |
| 14.  | FC Skuteč (N)                 | 30 | 10 | 4  | 16 | 44 | 62 | 34 |
| 15.  | SK Uhelné sklady Praha        | 30 | 6  | 4  | 20 | 41 | 72 | 22 |
| 16.  | PFC Český Dub                 | 30 | 5  | 7  | 18 | 24 | 61 | 22 |

Poznámky:
- Z = Odehrané zápasy; V = Vítězství; R = Remízy; P = Prohry; VG = Vstřelené góly; OG = Obdržené góly; B = Body; (S) = Mužstvo sestoupivší z vyšší soutěže; (N) = Mužstvo postoupivší z nižší soutěže (nováček)
- O pořadí klubů se stejným počtem bodů rozhodly vzájemné zápasy.

|  | Postup do ČFL 200520/06                           |
|  | Sestup do příslušného krajského přeboru 2005/2006 |